# Frepple
Система планирования frePPLe — быстрый в настройке и простой в использовании программный продукт с открытым исходным кодом для планирования производства и цепей поставок, предназначенный для производственных компаний.
FrePPLe реализует алгоритмы планирования, основанные на лучших практиках, таких как теория ограничений (планирование по узким местам), планирование на основе вытягивания (начало производства как можно позже и непосредственный запуск по требованию спроса) и бережливое производство (избегать промежуточных задержек и накопления лишних запасов).

## Модули
Система frePPLe включает 4 модуля (прогнозирование спроса, планирование запасов и производства, производственный контроль), и охватывает все потребности планирования от сырья до поставки:

### Прогнозирование продаж
Модуль позволяет строить прогнозы продаж на основе статистических методов изучения спроса и экстраполяции исторических данных на будущее. Из основных методов построения прогнозов используются:
- Скользящая средняя
- Экспоненциальное сглаживание
- Двойное экспоненциальное сглаживание
- Сезонный спрос
- Кростон-метод
- Метод Хольта-Винтерса
- и другие методы….

Автоматический анализатор значений рядов истории продаж определяет выбросы и подбирает наиболее подходящий под значения ряда метод расчета. Метод прогнозирования, который был определен автоматически, может пере-назначаться пользователем вручную. Есть встроенный редактор прогнозов для ручной корректировки значений прогнозов.

### Планирование производства
Модуль содержит полноценную функциональность APS-планирования с эвристическим расчетчиком и оптимизатором, предназначен для поддержки сложных процессов планирования и эффективной интеграции с ERP. Расширенные возможности модуля frePPLe для планирования производства позволяют принимать множество параметров, оптимизировать и пересматривать производственный график за считанные минуты. Функциональность модуля:
- Планирование без ограничений
- Планирование с ограничениями
- Планирование по сценариям
- Имитационное моделирование исполнения планов
- Оповещения о проблемах плана
- План операций
- План распределения запасов по операциям
- План загрузки мощностей
- Проверка квалификации персонала согласно требованиям к квалификации операции
- График переналадок рабочих центров

Объекты планирования:
- Производственные заказы
- Производственные мощности
- Ресурсы
- Материалы и комплектация

### Планирование запасов
Модуль планирования запасов рассчитывает значения страховых запасов и определяет объемы пополнения запасов для всех точек поставок в сети. Основные функции модуля:
- Планирование движения запасов под план продаж, производства и под прогноз
- Определение объемов страховых запасов
- Балансировка запасов в сети поставок
- DDMRP
- Планирование распределения запасов
- Планирование закупок
- Определение точки пере-заказа ROQ по количеству пополнения
- Определение точки пере-заказа ROQ по интервалу пополнения

### Симулятор исполнения плана
Встроенный симулятор исполнения плана позволяет выполнить моделирование процесса исполнения плановых заказов, определить устойчивость плана, выявить риски цепей поставок

### Сценарии "Что-если...?"
FrePPLe позволяет пользователям легко создавать альтернативные планы и использовать технологии сценарного планирования.

## Реализуемая бизнес-логика
frePPLe охватывает следующие процессы:
- Sales and operations planning (S&OP) — Планирование продаж и операций
- Supply chain planning (SCM) — Управление цепями поставок
- Advanced production planning (APS) — Расширенное планирование
- Shop Floor Control (SFC) - Система компьютеров и / или инструментов контроллеров, используемая для планирования, отправки и отслеживания выполнения рабочих заданий в процессе производства на основе определенных маршрутов. SFC обычно рассчитывают незавершенное производство на основе процента выполнения для каждого заказа и операции, которые используются при оценке запасов и планировании материалов.[4]

## Варианты использования
- Cloud Edition — размещается на облачных серверах frePPLe
- Enterprise Edition — развертывание на серверной инфраструктуре заказчика
- Community Edition — доступно по лицензии MIT

###### прим.
1. В версии 8.0.0 изменение лицензии с AGPL на MIT.
2. Community версия, начиная с 8.0.0, дополнена модулем прогнозирования продаж, доступным ранее только в коммерческой лицензии.
3. В России доступны полноценная тех. поддержка, внедрение и сопровождение всех модулей Community.  
4. Для российских предприятий доступны расширения стандартной функциональности в части планирования и контроля исполнения мероприятий по обслуживанию и ремонтам оборудования (ТОиР), а также модули оперативного учета в производстве, подготовки оперативной отчетности в производстве, подготовка форм документов и печать в pdf.    

## Разработчик
Разработчиком продукта является компания frepple bv, офисы которой расположены в Брюсселе (Бельгия) и в Париже (Франция)

## frePPLe в рейтингах
По данным рейтингов исследовательской компании Capterra, программный продукт frePPLe получил пять звезд из пяти. По данным на 2022 год, рейтинг удерживается на уровне пять звезд из пяти. В рейтинге независимой компании Software Advice, программный продукт frePPLe получил пять звезд из пяти.
В опубликованном Отчете об успехах внедрения у клиентов (2020 SPRING CUSTOMER SUCCESS REPORT) от компании FeaturedCustomers указана награда «Восходящая звезда 2020» (RISING STAR 2020) в категории программных продуктов для прогнозирования спроса (DEMAND FORECASTING).
В 2022 году в рейтинге «Восходящая звезда 2022» (RISING STAR 2022) добавлена категория Планирование производства.
В 2023 году в рейтинге «Восходящая звезда 2023» (RISING STAR 2023) в категории Прогнозирование продаж.
В 2024 году в рейтинге «Восходящая звезда 2024» (RISING STAR 2024) в категории Прогнозирование продаж.

## Локализация, развитие и поддержка в России
Интерфейс пользователя системы frePPLe был выполнен в 2016 году и сейчас полностью поддерживает русский язык. Локализацию, адаптацию, помощь в обучении, настройке, разработку и техническую поддержку в России выполняет команда из  FREPPLE-RU С 2021 года на платформе frePPLe было создано несколько расширений специально под специфику российских предприятий. В 2024 году эти расширения, вместе с переработанным ядром специально под российскую специфику вошли в линейку с названием dp (digital production), расширяя таким образом APS-функциональность frePPLe модулями MES, BI и ТОиР.

### Обучение
Для изучения функциональности и методов организации производства создан курс обучения на платформе frepple. Курс обучения включает практику сценарного планирования и имитационного моделирования исполнения сценариев. С ноября 2024 года  курс включен в перечень программ дополнительного профессионального образования ИПС ННГТУ им. Р.Е. Алексеева.